# Sint-Willibrorduskerk ('s-Hertogenbosch)

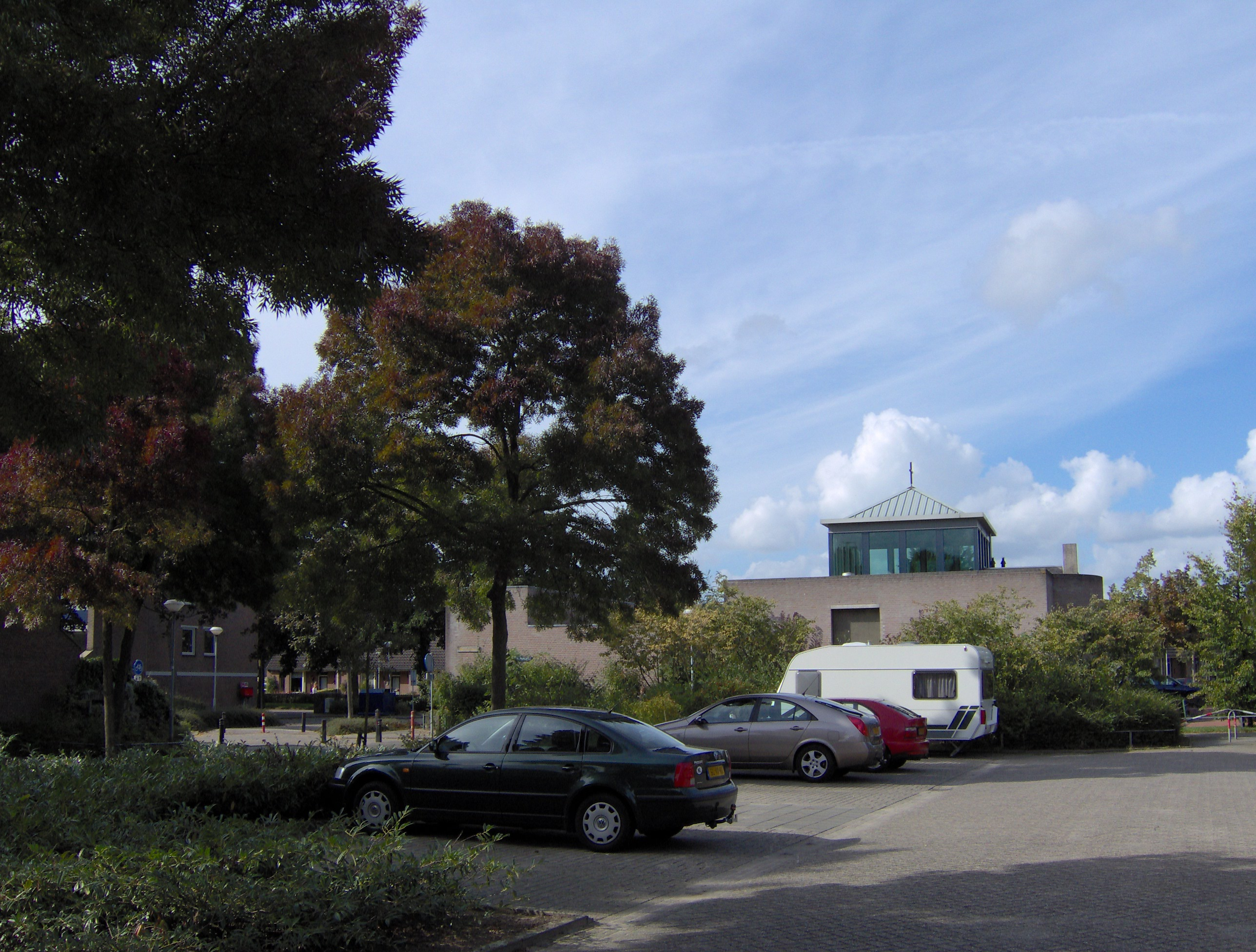
Op de achtergrond de Sint-Willibrorduskerk

De Sint-Willibrorduskerk is een parochiekerk in de Noord-Brabantse stad 's-Hertogenbosch, gelegen aan de Kwartierenlaan 90.

## Geschiedenis
Deze kerk werd gebouwd voor het Bossche stadsdeel Maaspoort. In 1985 werd de parochie opgericht. De gelovigen kerkten aanvankelijk in een wijkcentrum en een schoolgebouw maar in 1987 kwam een definitieve kerk gereed. In 1997 werd de kerk nog uitgebreid met een parochiecentrum.

## Gebouw
Het betreft een voornamelijk bakstenen zaalkerk waarin plaats is voor 240 gelovigen. Aan de buitenzijde doet het gebouw, ontworpen door De Graaf en Koeman, denken aan de architectuur van de Bossche School. Het interieur is sober. De kerk geeft geen toren. Wel is er een vierkant gebouwtje dat gedekt wordt door een tentdak waaop zioch een kruis bevindt.